# Гуру Датт
Гуру Датт (англ. Guru Dutt; наст. имя Васант Кумар Шивашанкар Падукон, конкани: वसंत कुमार शिवशंकर पडुकोण, англ. Vasanth Kumar Shivashankar Padukone; 9 июля 1925, Бангалор — 10 октября 1964, Бомбей) — индийский кинорежиссёр, актёр, продюсер и сценарист. Многие его фильмы стали классикой индийского кино, среди них «Жажда», «Бумажные цветы», «Король, королева и слуга» и «Полнолуние». Фильмы Гуру Датта «Жажда» и «Бумажные цветы» были включены в список 100 лучших фильмов всех времён по версии журналов Time и Sight & Sound, а сам режиссёр назван одним из величайших режиссёров всех времён.

## Биография

### Ранние годы
Васант Кумар Шивашанкар Падукон родился 9 июля 1925 года в Бангалоре. Его отец, Шивашанкер Рао Падукон, работал в банке, а мать, Васанти Падукон, была сначала домохозяйкой, а затем преподавала в школе, давала частные уроки, писала рассказы и переводила романы с бенгальского языка на каннада. У него было три младших брата Атмарам, Девидас и Виджай и сестра Лалита. После того, как в детстве он попал в аварию, ему дали другое, более счастливое, имя — Гуру Датт.
Первоначальное образование Гуру Датт получил в Калькутте, а в 1941—1944 годах учился в индийском культурном центр Удая Шанкара, где получил базовое образование в области хореографии. Позже, в 1944 году, он непродолжительное время работал телефонным оператором.

### Карьера
В 1944 году Гуру Датт начал работать хореографом на студии Prabhat Films. Здесь он подружился с актёрами Девом Анандом и Рехманом, с которыми познакомился во время работы над фильмом Hum Ek Hain (1946). Позже эта дружба помогла ему в его карьере в Болливуде. В 1947 году Датт переехал в Бомбей, где работал с ведущими режиссёрами того времени: Амия Чакраборти в фильме Girls' School (1949) и Гьян Мухерджи в Sangram (1946).
Перелом в карьере Гуру Датта наступил, когда Дев Ананд предложил ему снять фильм на недавно образованной киностудии Navketan Films. Режиссёрским дебютом Датта стал криминальный триллер «Высокие ставки», с Девом Анандом в главной роли.
Дальше последовали фильмы Jaal (1952), «Сокол» (1953), а также криминальный триллер «Туда-сюда» (1954), который  имел большой успех у зрителей. Затем Гуру Датт снял романтическую комедию Mr. & Mrs. '55 (1955) и ещё один криминальный триллер C.I.D., в котором дебютировала Вахида Рехман. Последующие фильмы, «Жажда» (1957) и «Бумажные цветы» (1959), считаются его лучшими работами.

### Смерть
10 октября 1964 года Гуру Датт был найден мёртвым в своей постели на съёмной квартире в Бомбее. Причиной смерти стало смешение большого количества алкоголя и снотворного. До сих пор остаётся не выясненным, была ли это просто случайная передозировка, или самоубийство, которое было бы его третьей попыткой покончить с собой.

### Личная жизнь
Во время записи песен к фильму «Высокие ставки» Гуру Датт познакомился с певицей Гитой Рой, а 26 мая 1953 года они поженились. У них родились трое детей: Тарун, Арун и Нина. Однако их брак не был счастливым, и к концу жизни Датт жил отдельно от жены. Гита Датт умерла в 1972 году в возрасте 41 года из-за болезни печени, вызванной злоупотреблением алкоголем.
У Гуру Датта были также романтические отношения с актрисой Вахидой Рехман.

## Фильмография
| Год выхода | Русское название         | Оригинальное название    | Сферы деятельности | Сферы деятельности | Сферы деятельности | Сферы деятельности | Сферы деятельности          |
| Год выхода | Русское название         | Оригинальное название    | Режиссёр           | Продюсер           | Сценарист          | Актёр              | Роль                        |
| ---------- | ------------------------ | ------------------------ | ------------------ | ------------------ | ------------------ | ------------------ | --------------------------- |
| 1946       |                          | Hum Ek Hain              |                    |                    |                    | Да                 |                             |
| 1951       | Высокие ставки           | Baazi                    | Да                 |                    | Да                 |                    |                             |
| 1952       |                          | Jaal                     | Да                 |                    | Да                 |                    |                             |
| 1953       | Сокол                    | Baaz                     | Да                 |                    | Да                 | Да                 | Радж Кумар Рави             |
| 1954       |                          | Suhagan                  |                    |                    |                    | Да                 |                             |
| 1954       | Туда-сюда                | Aar-Paar                 | Да                 | Да                 |                    | Да                 | Калу                        |
| 1955       |                          | Mr. & Mrs. '55           | Да                 |                    |                    | Да                 | Притам Кумар                |
| 1956       |                          | C.I.D.                   |                    | Да                 |                    |                    |                             |
| 1956       |                          | Sailaab                  | Да                 |                    |                    |                    |                             |
| 1957       | Жажда                    | Pyaasa                   | Да                 | Да                 |                    | Да                 | Виджай                      |
| 1958       |                          | 12 O’Clock               |                    |                    |                    | Да                 | Аджойе Кумар                |
| 1959       | Бумажные цветы           | Kaagaz Ke Phool          | Да                 | Да                 |                    | Да                 | Суреш Синха                 |
| 1961       | Полнолуние               | Chaudhvin Ka Chand       |                    | Да                 |                    | Да                 | Аслам                       |
| 1962       |                          | Sautela Bhai             |                    |                    |                    | Да                 | Гокул                       |
| 1962       | Король, королева и слуга | Sahib Bibi Aur Ghulam    |                    | Да                 |                    | Да                 | Атулья «Бхутнат» Чакраборти |
| 1963       | Доверие                  | Bharosa                  |                    |                    |                    | Да                 | Банси Дас                   |
| 1963       |                          | Bahurani                 |                    |                    |                    | Да                 | Раду Сингх                  |
| 1964       |                          | Suhagan                  |                    |                    |                    | Да                 | Виджай Кумар                |
| 1964       |                          | Sanjh Aur Savera         |                    |                    |                    | Да                 | доктор Шанкар Чодхри        |
| 1964       |                          | Picnic                   |                    |                    |                    | Да                 |                             |
| 1966       | Ожидание весны           | Baharen Phir Bhi Aayengi |                    | Да                 |                    |                    |                             |

## Награды и номинации
- Премия Filmfare Awards
  - 1963, награда в категории «лучший фильм» (за фильм «Король, королева и слуга»)
  - 1963, номинация в категории «лучший актёр» (за фильм «Король, королева и слуга»)